# Pauline Ng
Pauline Ng (Singapura, 1 de dezembro de 1985) é uma empreendedora que fundou a Porcelain, uma marca cult de cuidados com a pele de sucesso, em 2009.

## Biografia
Pauline Ng nasceu em 1º de dezembro de 1985, em Cingapura, em uma família de classe média. Sua mãe, Jenny Teng, é esteticista e seu pai é violonista clássico aposentado. Aos 17 anos, ela abriu sua própria empresa de eventos.
Depois de se formar na Singapore Management University, Pauline decidiu abrir mão de oportunidades de emprego em uma empresa de consultoria de RH com sede em Melbourne (Austrália) e em outra empresa de marketing internacional para seguir o caminho menos percorrido, apesar dos tempos econômicos difíceis em 2009.[carece de fontes?]
Sua mãe pediu ajuda para relançar seu negócio de cuidados faciais. Embora sua mãe fosse especialista em tratamentos faciais, ela tinha pouca experiência em negócios. A Porcelain, a nova empresa, foi fundada e administrada por Pauline, que também cuidou do marketing e das compras; já sua mãe se encarregou dos tratamentos e do treinamento da equipe.[carece de fontes?]

## Porcelain
Em 2010, a Porcelain ultrapassou a marca de S$ 1 milhão em receita, ao mesmo tempo em que continuava a ultrapassar os limites. Sob a liderança de Pauline, a Porcelain cresceu de uma equipe de 2 pessoas para uma empresa com cerca de 100 funcionários.[carece de fontes?]
Ao colaborar com empresas de cuidados faciais nos Estados Unidos, no Japão e em Taiwan, a gama de produtos foi ampliada. Em 2013, o próprio negócio teve receitas de US$ 1 milhão e foi reconhecido como o Melhor Spa de Beleza de Luxo da Ásia no World Luxury Spa Awards.

## Prêmios e reconhecimentos
- 2015 - Pauline Ng foi reconhecida como uma das 100 mulheres da BBC.[4]
- 2015 - Pauline Ng foi escolhida uma das "30 mulheres com menos de 30 anos" da BBC.[5][6]
- 2016 - Pauline Ng foi a Grande Vencedora na categoria Promissora do primeiro Prêmio Teochew Entrepreneur, apresentado pelo vice-primeiro-ministro Tharman Shamugaratnam.[7]
- 2018 - Pauline Ng foi vencedora da categoria Pulsar no Women Entrepreneur Awards 2018.[7]

### Porcelain
- 2013 - World Luxury Spa Awards, na categoria Continente.[3]
- 2014 - World Luxury Spa Awards, na categoria Continente.[3]
- 2015 - World Luxury Spa Awards, na categoria Continente.[3]
- 2016 - World Luxury Spa Awards, na categoria País.[3]
- 2017 - World Luxury Spa Awards, na categoria Regional.[3]
- 2018 - World Luxury Spa Awards, na categoria Continente.[3]
- 2019 - World Luxury Spa Awards, na categoria Regional.[3]
- 2019 - Haute Grandeur Global Spa Awards, nas categorias Best Boutique Spa (Singapore), Best Destination Spa (Singapore) and Best Beauty Spa (Global)[8]
- 2020 - Haute Grandeur Global Spa Awards, nas categorias Best Boutique Spa (Asia), Best City Spa (Singapore), Best Destination Spa (Singapore) and Best Medical Spa (Singapore)[8]
- 2020 - World Luxury Spa Awards, na categoria Continente.[3]
- 2021 - World Luxury Spa Awards, na categoria Global.[3]
- 2022 - World Luxury Spa Awards, na categoria Continente.[3]
- 2023 - World Luxury Spa Awards, na categoria Regional.[3]